# Čelić
Čelić is een gemeente in het noordoosten van Bosnië en Herzegovina. Het is gelegen in het kanton Tuzla in de Federatie van Bosnië en Herzegovina. Čelić maakte voor de Bosnische Burgeroorlog deel uit van de gemeente Lopare. Het gedeelte van de gemeente dat bezet was door het Bosnische leger werd omgevormd tot de huidige gemeente.

## Geografie
De oppervlakte van de gemeente bedraagt 140 km² en het inwoneraantal is 11.231 volgens de meest recente schatting uit 2011. Čelić is gelegen in de heuvels van Majevica en grenst aan de gemeentes Srebrenik, Tuzla, Lopare en Brčko District.

## Demografie
| Jaar census        | 1991           | 1981           | 1971           |
| ------------------ | -------------- | -------------- | -------------- |
| Bosniakken         | 3.006 (93,49%) | 2.824 (94,54%) | 2.547 (94,64%) |
| Bosnische Serviërs | 0.106 (3,29%)  | 0.078 (2,61%)  | 0.088 (3,27%)  |
| Bosnische Kroaten  | 0.010 (0,31%)  | 0.007 (0,23%)  | 0.010 (0,37%)  |
| Joegoslaven        | 0.059 (1,83%)  | 0.059 (1,97%)  | 0.021 (0,78%)  |
| Overig en onbekend | 0.034 (1,05%)  | 0.019 (0,63%)  | 0.025 (0,92%)  |
| Totaal             | 3.215          | 2.987          | 2.691          |

## Geschiedenis
In 1991 werd de gemeente Lopare toegevoegd aan de Autonome oblast van Semberija en Majevica die later deel uit zou gaan maken van de huidige Servische Republiek.
Een tijdelijke gemeenteraad bestaande uit vertegenwoordigers van de lokale gemeenschappen besloot op 2 november 1991 tot het uitschrijven van een lokaal referendum voor het afscheiden van het gebied van de gemeente Lopare en de Autonome oblast. Het referendum werd op 17 en 18 november 1991 gehouden in de steden/dorpen Koraj, Čelić, Ratkovići, Brnjik, Vražići, Velino Selo, Sitari, Humci, Nahovioci, Šibošnici en Drijenča. Meer dan 99% van de bevolking stemde voor het afscheiden van de gemeente Lopare en het oprichten van de nieuwe gemeente Čelić.
Na het referendum werd er een onderzoeksteam opgericht dat verder onderzoek zou verrichten naar de economische haalbaarheid van het formeren van de nieuwe gemeente. Aan het hoofd van dit team stond Abdulah Kovacevic, het intellectuele brein achter het onderzoek, gediplomeerd econoom en dichter. Zijn betrokkenheid hierbij leidde uiteindelijk tot zijn gruwelijke dood op 29 november 1991. Niet veel later begon de agressie van Servische troepen tegen zowel de gemeente als de rest van het land.
Dankzij lokale vrijwilligers werd er een paramilitaire eenheid opgericht die succesvol alle gebieden van de gemeente verdedigde, behalve Koraj waar de bevolking op 15 juni 1992 werd verdreven. Op 10 maart 1994 werd uiteindelijk door de regering van de republiek Bosnië en Herzegovina een besluit genomen tot het officieel oprichten van de gemeente.
Federatie van Bosnië en Herzegovina:

Banovići · Bihać · Bosanska Krupa · Bosanski Petrovac · Bosansko Grahovo · Breza · Bugojno · Busovača · Bužim · Čapljina · Cazin · Čelić · Centar · Čitluk · Drvar · Doboj Istok · Doboj Jug · Dobretići · Domaljevac-Šamac · Donji Vakuf · Foča-Ustikolina · Fojnica · Glamoč · Goražde · Gornji Vakuf-Uskoplje · Gračanica · Gradačac · Grude · Hadžići · Ilidža · Ilijaš · Jablanica · Jajce · Kakanj · Kalesija · Kiseljak · Kladanj · Ključ · Konjic · Kreševo · Kupres · Livno · Ljubuški · Lukavac · Maglaj · Mostar · Neum · Novi Grad · Novo Sarajevo · Novi Travnik · Odžak · Olovo · Orašje · Pale-Prača · Posušje · Prozor-Rama · Ravno · Sanski Most · Sapna · Široki Brijeg · Srebrenik · Stari Grad · Stolac · Teočak · Tešanj · Tomislavgrad · Travnik · Trnovo · Tuzla · Usora · Vareš · Velika Kladuša · Visoko · Vitez · Vogošća · Zavidovići · Zenica · Žepče · Živinice

De hoofdstad Sarajevo bestaat uit de gemeenten Centar, Novi Grad, Novo Sarajevo en Stari Grad.
Servische Republiek:

Banja Luka · Berkovići · Bijeljina · Bileća · Bosanska Kostajnica · Brod · Bratunac · Čajniče · Čelinac · Derventa · Doboj · Donji Žabar · Foča · Gacko · Gradiška · Han Pijesak · Istočni Drvar · Istočna Ilidža · Istočni Mostar · Istočno Novo Sarajevo · Istočno Sarajevo · Istočni Stari Grad · Jezero · Kalinovik · Kneževo · Kozarska Dubica · Kotor Varoš · Krupa na Uni · Srpski Kupres · Laktaši · Ljubinje · Lopare · Milići · Modriča · Mrkonjić Grad · Nevesinje · Novi Grad · Osmaci · Oštra Luka · Pale · Pelagićevo · Petrovac · Petrovo · Prijedor · Prnjavor · Ribnik · Rogatica · Rudo · Šamac · Šekovići · Šipovo · Sokolac · Srbac · Srebrenica · Teslić · Trebinje · Trnovo · Ugljevik · Ustiprača · Višegrad · Vlasenica · Vukosavlje · Zvornik